# Хомилиус, Готфрид Август
Готфрид Август Хомилиус (Гомилиус) (нем. Gottfried August Homilius; 2 февраля 1714, Розенталь в курфюршестве Саксония — 2 июня 1785, Дрезден) — немецкий композитор, регент, музыкант-органист периода рококо. Он считается одним из самых важных церковных композиторов поколения после Баха, и был главным представителем стиля сентиментализм.

## Биография
Сын лютеранского пастора. Обучался в Анненшуле в Дрездене. Позже учился музыке в Лейпциге под руководством Иоганна Себастьяна Баха. С 1742 — органистом в Фрауенкирхе в Дрездене, с 1755 до своей смерти — кантор Крейцкирхе в Дрездене и музыкальный руководитель трёх главных церквей Дрездена.

## Творчество
Гомилиус, в основном, сочинял духовную музыку.
Он автор более 10 пассионов (одна из его «Страстей» опубликована в 1775 году), оратории к Рождеству (1777) и на Пасху, более 60 мотетов, 180 кантат (из которых 6 арий появились в 1786 году), 4 магнификатов, хоралов , прелюдий и хоровых произведений.
Воспитал ряд талантливых музыкантов и композиторов, среди них Даниэль Готлоб Tюрк и Иоганн Адам Хиллер.
Его вокальные сочинения пользовались большой популярностью в XIX веке, о чём свидетельствует большое количество сохранившихся до сих пор копий.